# Zaur Ramazanov
Zaur Ramazanov (Baku, 27 luglio 1976) è un ex calciatore ed ex giocatore di calcio a 5 azero, di ruolo attaccante.

## Carriera

### Club
Ha sempre giocato nella massima serie del campionato azero con varie squadre.

### Nazionale
Debutta nel 2003 con la Nazionale azera, giocando 15 partite fino al 2008.

## Palmarès

### Club
- Coppa d'Azerbaigian: 1

Qarabağ: 2008-2009

### Individuale
- Capocannoniere della Premyer Liqası: 2

2004-2005 (21 gol), 2006-2007 (20 gol)